# Diocesi di Kribi
La diocesi di Kribi (in latino Dioecesis Kribensis) è una sede della Chiesa cattolica in Camerun suffraganea dell'arcidiocesi di Yaoundé. Nel 2021 contava 122.500 battezzati su 250.000 abitanti. È retta dal vescovo Damase Zinga Atangana.

## Territorio
La diocesi comprende il dipartimento camerunese di Océan, nella regione del Sud. Confina a nord con le diocesi di Edéa e di Eséka, a nord-est con la diocesi di Mbalmayo, ad ovest con l'Oceano Atlantico, ad est con la diocesi di Ebolowa e a sud con la Guinea Equatoriale.
Sede vescovile è la città di Kribi, dove si trova la cattedrale di San Giuseppe.
Il territorio è suddiviso in 46 parrocchie.

## Storia
La diocesi è stata eretta il 19 giugno 2008 con la bolla Cum ad aeternam di papa Benedetto XVI, ricavandone il territorio dalla scissione della diocesi di Ebolowa-Kribi, da cui ha tratto origine anche la diocesi di Ebolowa.

## Cronotassi dei vescovi
Si omettono i periodi di sede vacante non superiori ai 2 anni o non storicamente accertati.
- Joseph Befe Ateba † (19 giugno 2008 - 4 giugno 2014 deceduto)
- Damase Zinga Atangana, dal 7 novembre 2015

## Statistiche
La diocesi nel 2021 su una popolazione di 250.000 persone contava 122.500 battezzati, corrispondenti al 49,0% del totale.
| anno | popolazione | popolazione | popolazione | presbiteri | presbiteri | presbiteri | presbiteri                | diaconi | religiosi | religiosi | parrocchie |
| anno | battezzati  | totale      | %           | numero     | secolari   | regolari   | battezzati per presbitero | diaconi | uomini    | donne     | parrocchie |
| ---- | ----------- | ----------- | ----------- | ---------- | ---------- | ---------- | ------------------------- | ------- | --------- | --------- | ---------- |
| 2008 | 77.115      | 150.000     | 51,4        | 27         | 25         | 2          | 2.856                     |         |           | 8         | 20         |
| 2012 | 71.000      | 156.000     | 45,5        | 33         | 30         | 3          | 2.151                     |         | 5         | 9         | 32         |
| 2013 | 76.000      | 160.000     | 47,5        | 34         | 31         | 3          | 2.235                     | 1       | 6         | 16        | 33         |
| 2016 | 81.500      | 171.400     | 47,5        | 35         | 31         | 4          | 2.328                     | 1       | 4         | 12        | 33         |
| 2019 | 87.500      | 184.000     | 47,6        | 44         | 35         | 9          | 1.988                     |         | 11        | 18        | 38         |
| 2021 | 122.500     | 250.000     | 49,0        | 55         | 40         | 15         | 2.227                     |         | 30        | 28        | 46         |